# جون تومسون (لاعب اتحاد الرغبي)
جون تومسون (بالإنجليزية: John Thompson)‏ هو لاعب اتحاد الرغبي أسترالي، ولد في 1886 في وارويك في أستراليا، وتوفي في 1978.